# Rio Poti

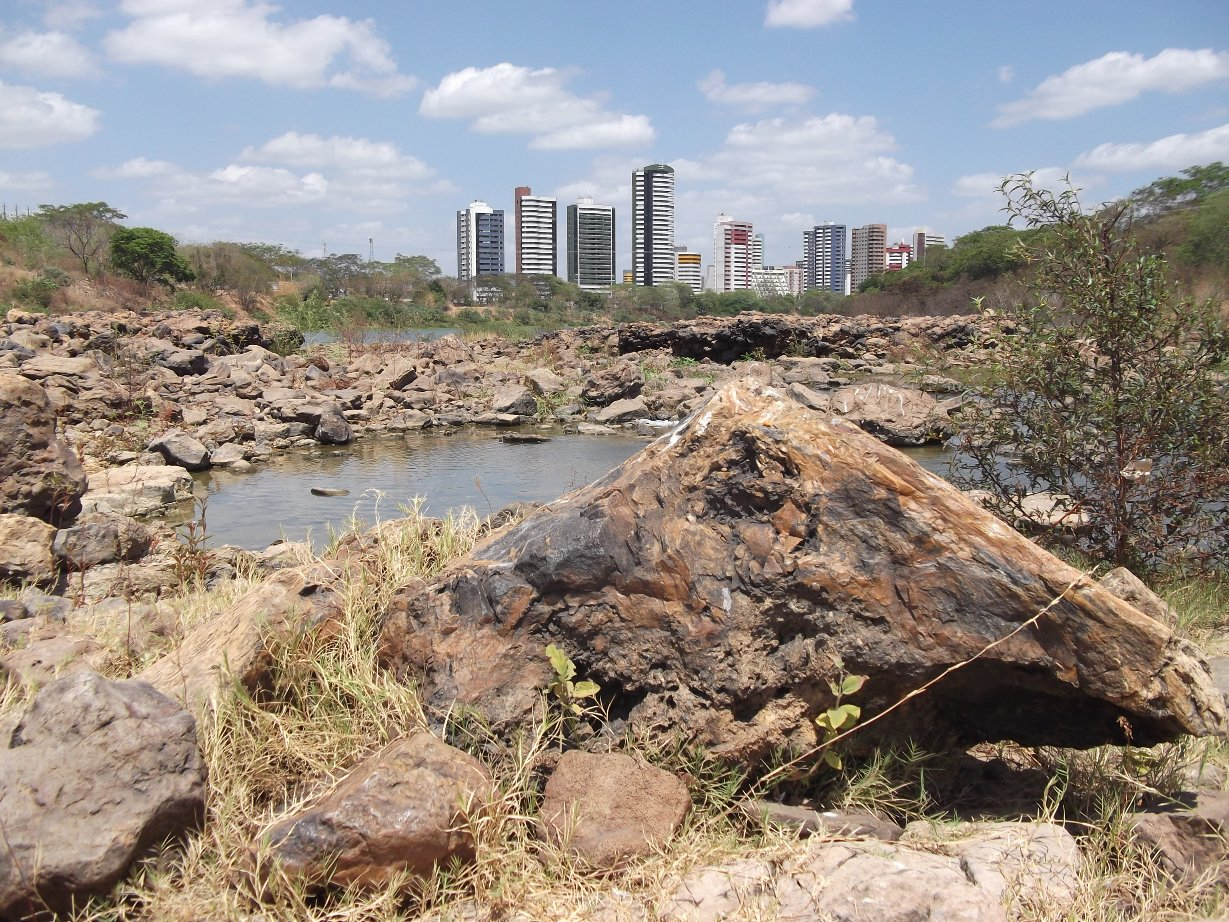
Floresta fóssil do rio Poti, em Teresina

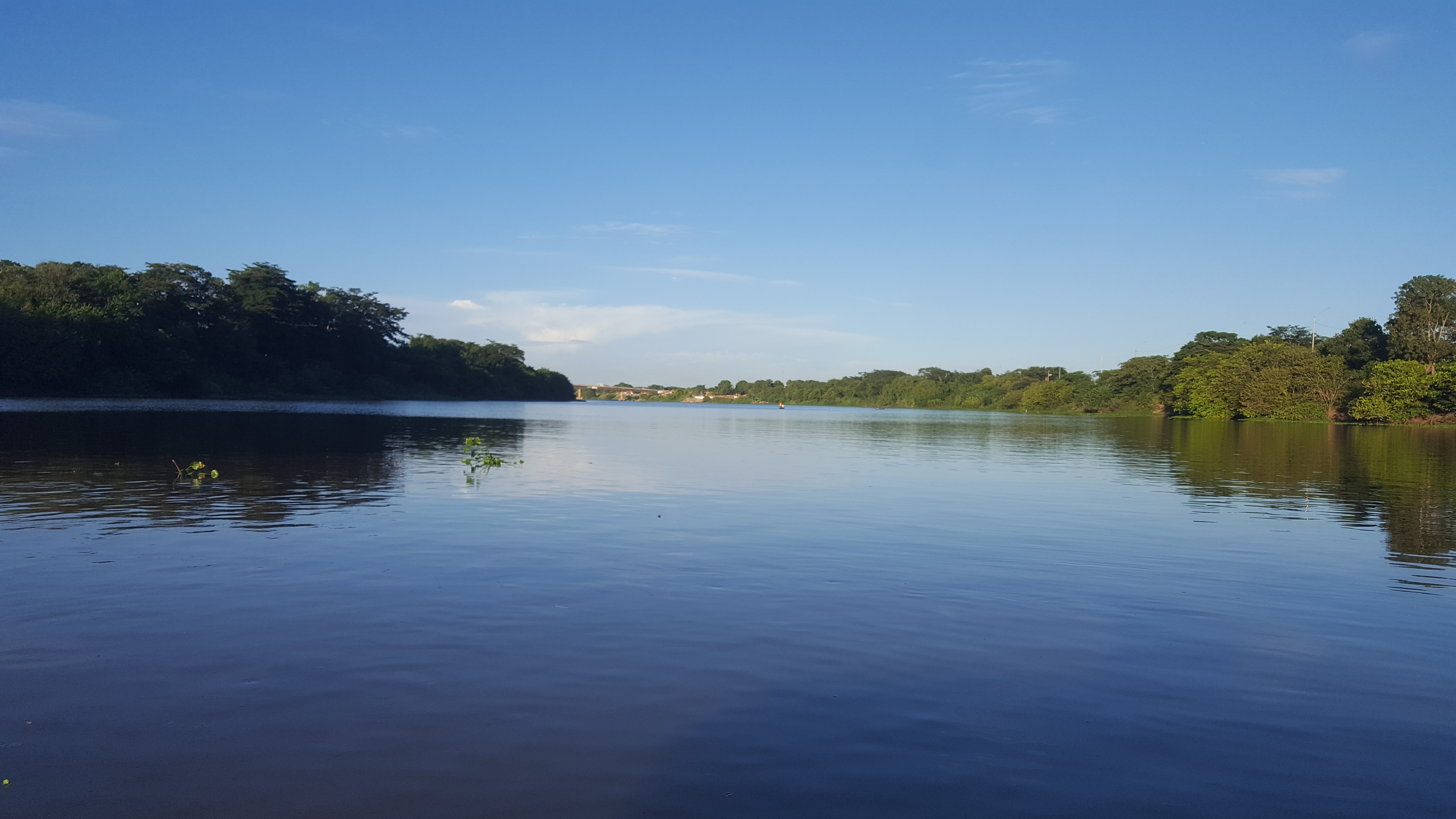
Foz do Rio Poti vista a partir do Rio Parnaíba

O Rio Poti é um rio brasileiro que banha os estados do Ceará e Piauí. Com extensão total de 538 km da nascente à foz, sua bacia abrange uma área total de 52.370 km², dos quais 38.797 km² estão no Piauí e 13.573 no Ceará, e banhando através de seu curso vinte e quatro municípios de ambos os estados.

## Etimologia
A denominação do rio provém do povo indígena poti, que vivia na atual área de Teresina na época da ocupação do território pelos bandeirantes luso-brasileiros.

## História
O Rio Poti já pertenceu totalmente ao estado do Piauí, até o ano de 1880. O Decreto Régio 3.012 de 22 de outubro do mesmo ano, assinado por Dom Pedro II, entregou ao Ceará as nascentes do Rio Poti até o ponto do Boqueirão, na Serra da Ibiapaba. Na região existiam as cidades de Independência e Príncipe Imperial, hoje Crateús.
Após ceder o território da atual cidade de Crateús ao Ceará, o Piauí pôde recuperar grande parte do seu litoral, que havia sido ocupado pelo Ceará no ano de 1823. Na ocasião, a expedição de Andrade Pessoa instalou tropas no litoral piauiense e administrou a região sob orientação do governo cearense. No ano de 1865, o governo do Ceará criou a freguesia de Nossa Senhora da Amarração, atual Luís Correia, no território piauiense.
A invasão cearense deu origem à questão fronteiriça de Amarração, que desenrolou no decreto acima citado. No entanto, essa questão foi mal resolvida, dando origem a outras questões litigiosas entre o Piauí e o Ceará que perduram até os dias atuais.

## Sub-bacia
O Poti nasce na Serra dos Cariris Novos, município de Quiterianópolis, e segue no sentido sul–norte passando por Novo Oriente até a cidade de Crateús, onde flui no sentido sudeste–noroeste, passando pela cidade de Teresina, Piauí, onde atravessa a Floresta Fóssil de Teresina e deságua no rio Parnaíba. Em seu leito foram construídas duas barragens: o Açude Flor do Campo, no município de Novo Oriente, bem como a barragem de aproximadamente 800 metros, com paredes de concreto, que abastece Crateús e região.
No seu curso, entre os municípios piauienses de Castelo do Piauí, Juazeiro do Piauí e Buriti dos Montes, encontra-se o Cânion do rio Poti (local onde são praticados alguns esportes aquáticos e que poderá vir a ser submerso pela barragem de Castelo, cuja verba já foi liberada) que se estende até o lado cearense em Crateús,.